# بريسا روشني
بريسا روشني (بالفارسية: پریسا روشنی) ممثلة إيرانية من مواليد 29 أغسطس، 1982 في أصفهان.
```
بعد تخرجها بدأت حياتها المهنية في مجال التمثيل، وشاركت في العديد من الأعمال المختلفة أبرزها «
ضحك السوق
» 
قالب:بالفارسية: خنده بازار
 من إخراج 
شهاب عباسی
.
```

## روابط خارجية
- بريسا روشني على موقع IMDb (الإنجليزية)
- بريسا روشني على موقع قاعدة بيانات الفيلم (الإنجليزية)